# Monkey Island
Monkey Island [ˈmʌŋki ˈaɪlənd] ist eine sechsteilige Grafikadventure-Reihe nach einer Idee von Ron Gilbert, der auch maßgeblich an der Entwicklung der ersten beiden Teile beteiligt war, bevor er in den frühen 1990er Jahren die Firma LucasArts verließ. Der erste Teil wurde 1990 von Lucasfilm Games veröffentlicht. Der Spieler schlüpft in die Rolle des Piratenanwärters Guybrush Threepwood und besteht humorvolle Abenteuer in der Karibik zur Blütezeit der Piraterie. Trotz des rauen Umfeldes ist das Spiel völlig gewaltfrei, was sich unter anderem darin äußert, dass die Handlung ausschließlich durch das Lösen von Rätseln vorangetrieben oder verzögert werden kann. Dass die alltägliche Gewalt im Spiel humoristisch überhöht und verballhornt wird, bleibt von dieser Tatsache unberührt. Ron Gilberts Inspirationsquellen für Monkey Island waren die Disneyland-Attraktion Pirates of the Caribbean und Tim Powers Buch In fremderen Gezeiten. Das Buch inspirierte Geschichte und Charaktere, während die Disney-Attraktion das Ambiente definierte.

## Die Spiele der Reihe
| Veröffentlichung | Name |
| ---------------- | --- |
| 1990             | The Secret of Monkey Island |
| 1991             | Monkey Island 2: LeChuck’s Revenge |
| 1997             | The Curse of Monkey Island |
| 2000             | Flucht von Monkey Island (engl. Originaltitel: Escape from Monkey Island). Dies ist das einzige Spiel der Reihe mit einem deutschen Titel. |
| 2009             | Tales of Monkey Island |
| 2022             | Return to Monkey Island |

Jeweils kurz vor dem 20. Jubiläum der Veröffentlichung wurden von den ersten beiden Teilen 2009 bzw. 2010 technisch und graphisch modernisierte Remakes als Special Edition herausgebracht.

## Wichtige Charaktere

### Guybrush Threepwood
Auftritte: The Secret of Monkey Island, Monkey Island 2: LeChuck’s Revenge, The Curse of Monkey Island, Flucht von Monkey Island, Tales of Monkey Island, Return to Monkey Island
Guybrush Ulysses Threepwood ist der Held (bzw. Antiheld) der Computerspielreihe. Seine Figur wird vom Spieler durch die einzelnen Szenen geleitet. Er träumt vom Piratenleben, ist aber einer der untypischsten Piraten der Karibik.
Der Name lässt sich von der Benennung ihrer ursprünglichen Grafikdatei ableiten. Der Name der Datei war guybrush.bbm oder guybrush.lbm (und nicht wie oft propagiert guy.brush), was sich aus der für animierte Grafiken gewöhnlichen Endung des Programms Deluxe Paint ergab. Der Name wurde letztlich einfach übernommen.

### Geisterpirat LeChuck
Auftritte: The Secret of Monkey Island, Monkey Island 2: LeChuck’s Revenge, The Curse of Monkey Island, Flucht von Monkey Island, Tales of Monkey Island, Return to Monkey Island
LeChuck ist ein untoter Pirat und in allen sechs Teilen der Gegner des Helden Guybrush Threepwood. Von Spiel zu Spiel wechselt seine Gestalt. Im ersten Teil ist er die geisterhafte Erscheinung seines früheren lebendigen Ichs, im zweiten Teil ein Zombie und im dritten ein Dämon mit einem Bart aus Flammen. In Flucht von Monkey Island wechselt seine Gestalt zwischen seinen Erscheinungsbildern in den ersten drei Teilen, sowie der des Gouverneuranwärters Charles L. Charles. In Tales of Monkey Island gewinnt er zeitweise wieder seine menschliche Gestalt zurück.
LeChuck hat übersinnliche Fähigkeiten und beherrscht als Untoter schwarze Magie. Diese – und sein gegenwärtiges Dasein – gewann er auf der Suche nach dem Geheimnis von Monkey Island, als er sich der Macht von Big Whoop aussetzte. LeChucks sehnlichster Wunsch ist es, Gouverneurin Elaine Marley zu heiraten und seinem Rivalen Guybrush das Leben so kurz und qualvoll wie möglich zu machen.

### Elaine Marley
Auftritte: The Secret of Monkey Island, Monkey Island 2: LeChuck’s Revenge, The Curse of Monkey Island, Flucht von Monkey Island, Tales of Monkey Island, Return to Monkey Island
Elaine Marley amtiert in den verschiedenen Spielen auf verschiedenen Inseln als Gouverneurin (Mêlée Island, Booty Island und Plunder Island). Sie lernt Guybrush im ersten Teil kennen, verliebt sich in ihn und heiratet ihn am Ende des dritten Teils. Elaine ist eine willensstarke Frau, die auch aktiv ins Geschehen einzugreifen und Guybrush aus brenzligen Situationen zu befreien versteht. Sie ist die Enkelin des früheren Gouverneurs H. T. Marley, einem der Entdecker des Schatzes von Big Whoop, der seit Jahren verschollen ist.

### Corina, die Voodoo-Lady
Auftritte: The Secret of Monkey Island, Monkey Island 2: LeChuck’s Revenge, The Curse of Monkey Island, Flucht von Monkey Island, Tales of Monkey Island, Return to Monkey Island
Die Voodoo-Lady ist ein wiederkehrender Charakter in allen bisher erschienenen Monkey-Island-Folgen. Sie hat immer einen Rat für Guybrush bereit, sobald sich übernatürliche Elemente in seine Abenteuer einmischen. Im fünften Teil wird mehrmals angedeutet, dass sie maßgeblich für alles Schlechte verantwortlich ist, das Guybrush oder LeChuck widerfahren ist, sowie dass sie vorhat, LeChuck zurück in das Reich der Lebenden zu holen. Erst im sechsten Teil erfährt Guybrush ihren Namen Corina.

### Herman Toothrot / Horatio Torquemeda Marley
Auftritte: The Secret of Monkey Island, Monkey Island 2: LeChuck’s Revenge, Flucht von Monkey Island, Return to Monkey Island
Herman Toothrot ist ein alter Schiffbrüchiger, der Guybrush zeitweise während seiner Abenteuer über den Weg läuft. Charakterisierend für ihn ist, dass er häufig ohne Hosen herumläuft und auf Fragen seltsame, verwirrende oder ausweichende Antworten gibt. Außerdem durchbricht er häufig die vierte Wand, wendet sich direkt an den Spieler und macht sich gegenüber diesem über Guybrush lustig.
Im vierten Teil stellt sich heraus, dass er tatsächlich Elaines verschollener Großvater H. T. Marley ist, der einst Gouverneur von Mêlée Island war. Gegen Ende des vierten Teils übernimmt er dieses Amt wieder.

### Stan S. Stanman
Auftritte: The Secret of Monkey Island, Monkey Island 2: LeChuck’s Revenge, The Curse of Monkey Island, Flucht von Monkey Island, Tales of Monkey Island, Return to Monkey Island
Stan ist ein oft wiederkehrender und sehr geschäftstüchtiger Charakter der Serie. Im ersten Teil ist er Gebrauchtschiffshändler und verkauft Guybrush das Schiff, mit dem dieser nach Monkey Island kommt. Im zweiten Teil betreibt er ein Bestattungsunternehmen, in dem er im Laufe des Spiels von Guybrush in einen Sarg eingeschlossen wird, aus dem er ebenfalls von Guybrush im dritten Teil der Serie wieder befreit wird. Er versucht sich daraufhin als Versicherungsmakler, wird aber kurz darauf von Guybrush geprellt. In Monkey Island 4 verkauft Stan Time-Sharing-Immobilien und gab sein Geschäft mit den Versicherungen auf, da mit diesen nichts mehr zu verdienen sei. In Tales of Monkey Island ist Stan Anwalt geworden und leitet eine Anklage in mehreren Punkten gegen Guybrush, außerdem verkauft er außerhalb des Gerichtssaals Souvenirs zu diesem „Prozess des Jahrhunderts“, wie er ihn selber nennt. In Return to Monkey Island begegnet man ihm das erste Mal in einer Gefängniszelle auf Mêlée Island. Sein altes Bootsgeschäft musste er schließen. Guybrush möchte ihn zwar aus der Zelle rausholen, doch dies möchte er nicht, da er der Meinung ist, dass er sowieso bald rauskommen würde. Nach einem Erdbeben auf der Insel, wird er in einen Eissteinbruch auf Brrr Muda Island verlegt. Nachdem Guybrush seine Dokumente gefälscht hatte und er zu 10 Jahren Haft verurteilt wird, kann Guybrush ihn befreien und er hilft ihm und Elaine, bei ihrem Skorbut-Flugblatt. Zusätzlich wurde im zweiten Teil vom verstorbenen Koch Rapp Scallion „Stans Gebraucht-Küchenbedarf“ erwähnt. Charakteristisch an Stan sind neben seiner Geschäftstüchtigkeit sein blau kariertes Jackett, sein großer Hut und seine wilde Gestik mit den Armen, während er redet.

### Murray
Auftritte: The Curse of Monkey Island, Flucht von Monkey Island, Tales of Monkey Island, Return to Monkey Island
Murray ist ein sprechender Totenschädel, der in Monkey Island 3 zum ersten Mal in Erscheinung tritt, nachdem Guybrush LeChucks Skelettarmee und den größten Teil Murrays restlicher Knochen versenkt hat. Im weiteren Verlauf begegnet Guybrush dem Totenschädel immer wieder. An Murray ist sein Drang zum Bösen charakteristisch; er würde am liebsten mit Guybrush „herumgeistern und eine Welle des Terrors in der ganzen Karibik verbreiten.“ Seine diabolischen Allmachtsphantasien stehen im Kontrast zu seiner offensichtlichen Harm- und Hilflosigkeit. Dementsprechend leidet er darunter, von Guybrush belächelt zu werden. Als ihm dieser zum Beispiel sagt, er sei nicht furchteinflößender als ein Türstopper, antwortet Murray: „Ist es ein richtig böse aussehender Türstopper?“. In Monkey Island 4 ist Murray Türsteher des Restaurants „Planet Threepwood“. Im fünften Teil trifft Guybrush den Totenschädel im Bauch einer Seekuh wieder. Im sechsten Teil begegnet man ihm das erste Mal auf LeChucks Schiff. Er wird als Zutat für den Trank benutzt, um nach Monkey Island zu kommen und fungiert später als Dekoration für Guybrushs Schiff.

## Typische Elemente der Reihe

### Inseln
Jedes der Spiele findet auf fiktiven Inseln in der Karibik statt, hauptsächlich jedoch im sogenannten Archipel „Dreiinselreich“. Außerdem wurde ab dem ersten bis zum vierten sowie im sechsten Spiel die titelgebende Insel Monkey Island bzw. deren Nebeninsel Dinky Island besucht. In den Nachfolgern wurden weiterhin die Inseln Scabb Island, Booty Island, Phatt Island, Plunder Island, Blood Island, Skull Island, Lucre Island und Jambalaya Island [ˌdʒæm.bə.ˈlaɪə] (Anhörenⓘ) besegelt.

### Beleidigungsfechten
Das Beleidigungsfechten erscheint, wenn auch in unterschiedlichen Formen, in allen Teilen der Reihe, bis auf den zweiten. Im ersten Teil lernt Guybrush Threepwood das Fechten von General Smirk. Seine Fähigkeiten verbessert er, indem er verschiedene andere Piraten zum Kampf herausfordert, um schließlich die Schwertmeisterin von Mêlée Island besiegen zu können. Den Namen hat die Kampfmethode, weil während des Kampfes Beleidigungen gegen den Gegner ausgesprochen werden müssen, der daraufhin mit der richtigen Antwort kontern muss. Guybrush kann dabei die Beleidigungen und Antworten nur verwenden, sofern sie bereits gegen ihn verwendet worden sind. Im dritten Teil kommt eine Variante zum Tragen, die auf dem Meer gespielt wird. Hier müssen sich zusätzlich die Antworten auf die Beleidigung reimen. Im vierten Teil wird die Version des dritten Teils zum Beleidigungsarmdrücken abgewandelt, hierbei kann Guybrush von vornherein alle benötigten Beleidigungen und Antworten aussprechen. Außerdem findet das Prinzip des Beleidigungsfechtens indirekt beim Monkey Kombat Anwendung, bei dem Guybrush Beleidigungen in der Affensprache verwendet. Außerdem ist es möglich, Ozzie Mandrill zum Beleidigungsfechten herauszufordern. Im fünften Teil kommt es nur in einer kurzen Sequenz vor, in der Guybrush gegen zwei Gegner gleichzeitig kämpfen muss. Außerdem gibt es dort erstmals einen Grimassen-Wettstreit, bei dem es gilt, verschiedene Gesichtsausdrücke zu einer möglichst kreativen Grimasse zu kombinieren, um die des Gegners zu übertreffen. Ähnlich wie beim Beleidigungsfechten muss Guybrush hierfür zunächst verschiedene Gesichtsausdrücke sammeln, indem er sich die von anderen Piraten oder auch von Gemälden oder Skulpturen anschaut.

### Voodoo
Voodoo-Zauber spielen in allen Teilen eine tragende Rolle. Sowohl LeChuck als auch die Voodoo-Lady bedienen sich häufig einiger Voodoo-Zauber. Im ersten Teil muss Guybrush einen Zaubertrank brauen, der das Schiff automatisch auf Kurs nach Monkey Island bringt, während die gesamte Mannschaft in einen tiefen Schlaf versetzt wird. Außerdem besitzt der Kopf des Navigators eine Voodoo-Kette, die den Träger unsichtbar für Geister macht. Im zweiten Teil besitzen besonders Voodoo-Puppen eine wichtige Funktion. Das Rezept zur Herstellung jener Puppen erfährt man von der Voodoo-Lady. Im späteren Verlauf haben sie auch Einfluss auf das Ende der Handlung. Als Gag findet Guybrush im dritten Teil eine Voodoo-Puppe aus Papier sowie einige im Laden der Voodoo-Lady im vierten Teil auf Mêlee Island. Andere markante Beispiele für die Anwendung von Voodoo sind im dritten Teil die Voodoo-Kugel, mit der LeChuck sich in einen Lebenden zu verwandeln gedenkt, sowie im dritten und vierten Teil die Verwandlung Elaines bzw. LeChucks in eine Statue.

### Malzbier
Aus einer seltenen Voodoowurzel gewonnenes Malzbier spielt in allen Monkey-Island-Teilen eine Rolle, da es eine Geheimwaffe gegen LeChuck darstellt. Im amerikanischen Original handelt es sich bei dem Getränk um Root Beer, was nicht mit Malzbier identisch ist. Allerdings gibt es für Root Beer keine deutsche Entsprechung, da es im deutschsprachigen Raum kaum bekannt ist. Der Übersetzer des ersten Monkey-Island-Teils ins Deutsche, Boris Schneider-Johne, wählte als Übersetzung für Root Beer bewusst Malzbier aus, denn „Malzbier drückt in Deutschland genau das aus, was mit Root Beer gemeint ist, nämlich das genaue Gegenteil von echtem Bier. Ein Kindergetränk.“ In den weiteren Teilen wurde diese Übersetzung immer weiter verwendet.

### Running Gags
Im Spiel werden zahlreiche Running Gags verwendet. Relativ bekannt ist der dreiköpfige Affe. Seit Guybrush im ersten Teil von Otis mit dem Satz „Hinter dir! Ein dreiköpfiger Affe!“ abgelenkt wurde, benutzt Guybrush diesen Satz oft als Ablenkungsmanöver. Im ersten Teil der Serie tritt der Affe tatsächlich zweimal in Erscheinung, wird jedoch beide Male von keinem außer Guybrush wahrgenommen. Sofern Guybrush sich vorstellen will oder dazu aufgefordert wird, kann der Spieler stets die Phrase „Ich bin Guybrush Threepwood, ein mächtiger Pirat“, verwenden. Außerdem ist es im ersten Gespräch mit anderen Charakteren immer wieder möglich, Lederjacken zum Verkauf anzubieten. Dafür steht dem Spieler die Phrase „Ich verkaufe diese feinen Lederjacken.“ zur Verfügung. Dieser Satz taucht auch in anderen Spielen von LucasArts auf und ist eine Anspielung auf Indiana Jones and the Last Crusade. Eine weitere Anspielung auf Indiana Jones ist ein X als Markierung für die Fundstelle eines Schatzes, sowie wiederkehrende Verweise darauf, dass in der Geschichte noch nie ein X die Stelle eines Schatzes markiert habe. Als Beleidigung findet zeitweise der Satz aus dem ersten Teil „Du kämpfst wie ein dummer Bauer“ und der Konter „Wie passend, du kämpfst wie eine Kuh“ Verwendung; dieser wird häufig aufgegriffen und in der Form parodiert, dass er in den unpassendsten Situationen mit einer gewissen Regelmäßigkeit als Antwortmöglichkeit in Gesprächen mit anderen Charakteren zur Auswahl steht.
Außerdem behauptet Guybrush sehr häufig, unter Wasser zehn Minuten lang die Luft anhalten zu können, was er sogar unter Beweis stellt. Eine weitere, in späteren Teilen häufig zum Ausdruck gebrachte Eigenart stellt sein Ekel vor Porzellan und der Farbe Rosa dar.

## Anspielungen auf Filme und andere Spiele bei Monkey Island
In den Spielen der Serie lassen sich immer wieder Hinweise auf Indiana Jones ausmachen. So ertönt sowohl im ersten Teil beim Öffnen einer Truhe auf LeChucks Geisterschiff, als auch im zweiten Teil nach dem Schwingen eines Enterhakens das Titelmotiv der Musik von Indiana Jones, komponiert von John Williams. Als Guybrush in LeChuck’s Revenge aus einer Truhe mit Schlangen steigt, sagt er: „Ich hasse Schlangen!“ In einem Antiquitätenladen auf Booty Island findet sich im Angebot sogar die Peitsche von Indiana Jones, jedoch ist diese unverkäuflich. In der Bibliothek von Phatt Island findet man in der Kartei eine ganze Reihe von Titeln, die sich auf die Indiana-Jones-Filme bzw. -Spiele beziehen, wie etwa ein Buch von Indiana Jones’ Vater, das sich mit der Frage beschäftigt, ob es die Bundeslade gibt oder diese nur ein antiker Mythos sei. Auf Phatt Island muss Guybrush einem übergewichtigen Gouverneur ein Buch vom Bauch nehmen und es gleichzeitig durch ein anderes ersetzen, ohne diesen dabei zu wecken. Guybrush verwendet dazu genau die gleiche Taktik wie Indiana Jones zu Beginn von Jäger des verlorenen Schatzes. Weiterhin steht dem Spieler, wenn Guybrush an einem Ort erwischt wird, an welchem er eigentlich nicht sein dürfte, die Phrase „Ich verkaufe diese feinen Lederjacken.“ zur Verfügung – eine Ausrede, die von Indiana Jones in Indiana Jones and the Last Crusade in ähnlichen Situationen verwendet wird. Auf Dinky Island findet Guybrush eine Telefonzelle, mit der er bei LucasArts anrufen kann, und stellt die Frage, wann Indiana Jones and the Fate of Atlantis erscheint. Als Guybrush im dritten Teil der Reihe den Diamantring aus den Händen von Schmugglern haben will, verwendet er den Satz „Der Diamant gehört in ein Museum!“, in Anlehnung an Indys Ausspruch aus Indiana Jones und der letzte Kreuzzug. Ein ähnliches Zitat kann Guybrush auch in The Secret of Monkey Island äußern, wenn er beim Diebstahl des Idols erwischt wird.
Am Ende von Monkey Island 2 findet sich noch eine Parodie auf Star Wars, als Guybrush von dem verwundet am Boden liegenden LeChuck gebeten wird, ihm die Maske abzunehmen, um sein wahres Gesicht zu erkennen. Zuvor fielen bereits die Sätze „Ich bin dein Bruder“ und „Erforsche deine Gefühle, du weißt, dass es wahr ist“. Außerdem kann man in Teil 4 der Serie in einem der Hintergründe des Sumpfes den Schemen eines X-Wing erkennen, ähnlich dem Raumschiff, mit dem Luke Skywalker in den Sumpf auf Dagobah abstürzte.
Wie in vielen LucasArts-Adventures dieser Zeit, werden auch in den ersten drei Teilen von Monkey Island die Figuren aus dem Adventure Sam & Max parodiert. Im ersten Teil findet man auf Monkey Island vor dem Affenkopf seltsame Opferfiguren. Eine davon stellt Max auf den Schultern von Sam dar. In der 2009 veröffentlichten Version The Secret of Monkey Island: Special Edition jedoch wurde die Statue durch eine Figur des Purpur Tentakels aus Day of the Tentacle ersetzt, da LucasArts die Rechte an Sam & Max an den Schöpfer Purcell verloren hat. Im zweiten Teil befindet sich ein Max-Hasenkostüm im Kostümladen in Booty Island. Im dritten Teil findet man Max wieder, wenn man in Plunder Island im Theater an der Beleuchtung rumspielt. Auch diverse Attraktionen (Bruno, Trixie etc.) aus Sam & Max finden sich im dritten Teil im Vergnügungspark auf Monkey Island im Hintergrund.
Zusätzlich gibt es im ersten, zweiten und sechsten Teil von Monkey Island noch eine Anspielung auf LOOM. Im ersten Teil ist dabei die Anspielung viel mehr eine Art Werbung. Spricht man in der SCUMM-Bar im Vorraum einen Piraten ganz rechts an, so sieht man die Figur „Cobb“, einen Handlanger aus dem Adventure LOOM. Da er einen Button am Hemd trägt mit der Aufschrift „Ask me about LOOM“, hat man die Möglichkeit, ihn danach zu fragen. Tut man dies, beginnt dieser von dem Spiel zu erzählen, und im Auswahlmenü unter dem Bild blinkt das Wort <Werbung>. Nachdem man von den Fettucini-Brüdern im Zirkus mit der Kanone abgeschossen wurde, kann man auf die Frage nach dem eigenen Wohlbefinden mit den Worten: „Ich bin Bobbin, bist Du meine Mutter?“ antworten. In der Küche der SCUMM-Bar findet man zusätzlich dazu auch noch die Möwe aus LOOM. Sie wurde in ihrer Grafik und Animation gänzlich übernommen. Anstelle der Muschel frisst sie jedoch in Monkey Island einen Fisch.
Im zweiten Teil taucht die Möwe von LOOM nur im schwierigen Modus auf. Sie sitzt auf einem Papierstapel in einem Baumhaus auf Booty Island. Im Abspann („credit“) beider Spiele bedanken sich die Hersteller dafür, dass sie sich die Möwe (und im ersten Teil auch Cobb) ausleihen durften. Im sechsten Teil tritt die Figur Cobb erneut auf. Er hat hier zunächst keine Lust Guybrush von LOOM zu erzählen, bleibt man allerdings hartnäckig und fragt ihn mehrere Male, erklärt er sich schließlich doch dazu bereit.
Im dritten Teil trägt zudem ein verstorbener Hühnchenrestaurantbesucher einen Ansteckbutton mit der Aufschrift: „Fragt mich nach Grim Fandango“. Grim Fandango wurde ein knappes Jahr nach Monkey Island 3 veröffentlicht, der Restaurantbesucher hat zudem eine verblüffende Ähnlichkeit mit dem Hauptdarsteller des Spiels.

## Monkey Island in anderen Computerspielen

### Sea of Thieves Erweiterung
Am 11. Juni 2023 kündigten die Firmen Xbox Game Studios, Rare und Lucasfilm Games die Veröffentlichung von Sea of Thieves: The Legend of Monkey Island an. Dabei handelt es sich um drei kostenlose Erweiterungen für das Online-Piratenspiel Sea of Thieves, die über mehrere Monate hinweg veröffentlicht werden sollen. Die erste dieser Erweiterungen soll am 20. Juli 2023 erscheinen. Die Handlung handelt davon, dass der Geisterpirat LeChuck die Erinnerungen von Monkey Island in ein Gefängnis für Guybrush Threepwood verwandelt hat.

## Rezeption
| Spiel                              | GameRankings | Metacritic |
| ---------------------------------- | ------------ | ---------- |
| The Secret of Monkey Island        |              |            |
| Monkey Island 2: LeChuck’s Revenge | 89,6 %       |            |
| The Curse of Monkey Island         | 89,9 %       | 89/100     |
| Flucht von Monkey Island           |              | 86/100     |
| Tales of Monkey Island             |              | 86/100     |
| Return to Monkey Island            |              | 86/100     |

Der erste Teil der Spielreihe wurde von den Kritikern weitgehend gut aufgenommen. So beschreibt das Magazin Power Play die Handlung des Spiels als witzig und umfangreich, allerdings sei durch den Umfang des Spiels das Wechseln der Disketten für Spieler ohne Festplatte etwas nervig. Auch die technischen Neuerungen wurden gelobt, die musikalische Untermalung sei passend und stimmungsvoll, die Grafik wurde von Eva Hoogh als „traumhaft“ bezeichnet. Anlässlich des 15. Geburtstags der Spiele-Reihe hebt Christian Schiffer hervor, dass die Rätsel und Charaktere des Spiels sich bis heute ungebrochener Popularität erfreuen würden sowie dass das Spiel bei einigen immer noch als das beste Spiel aller Zeiten gelte.
Auch der zweite Teil wurde größtenteils gelobt. Power Play war beispielsweise der Ansicht, LeChuck’s Revenge sei noch witziger als der Vorgänger, dabei wurde besonders das Zusammentreffen mit den Figuren des ersten Teils hervorgehoben. Außerdem seien die Rätsel auf einem hohen Niveau, die Geschichte interessant und spannend. Die Grafik sei zwar farbenfroher als die des ersten Teils, allerdings gebe es einige Bilder, bei denen sich Details in einem Gewirr bunter Pixel verlieren. Alles, was für die Handlung wichtig sei, sei jedoch problemlos zu erkennen.
Tom Schmidt schreibt in Power Play über den dritten Teil, die Humorqualität schließe an die der ersten Teile an, obwohl während der Beleidigungsgefechte der Wortwitz des ersten Teils fehle. Die Grafik sei nach seiner Meinung zwar zu Beginn verwirrend, aber man gewöhne sich mit der Zeit daran. Weiterhin sei die Spiellänge etwas kurz geraten, was besonders das letzte Kapitel betreffe. Trotzdem sei das Spiel jedoch ein Meilenstein, wie es schon die Vorgänger gewesen seien.
Der Spaßfaktor von Flucht von Monkey Island sei zwar immer noch vorhanden, kritisiert wurde allerdings die Steuerung des Spiels. Diese sei nicht in der Lage, den Komfort der alten Maussteuerung zu ersetzen, nach einiger Zeit könne man sich jedoch daran gewöhnen. Des Weiteren wird die neue 3D-Grafik, wegen der man zunächst befürchten müsse, dass Monkey Island dem Mainstream verfallen wäre, unter anderem als „Skorbut-erregend“ bezeichnet. Die Figuren seien verzerrt, seltsam proportioniert und comicartig verfremdet. Über die Wortwahl in den Dialogen wurde angemerkt, dass sie den Wortwitz der ersten Teile wiederherzustellen versuche, während des Beleidigungsgefechts wirke sie allerdings abermals konstruiert.
Telepolis-Redakteur Christian Schiffer wertete 2006 retrospektiv, dass The Curse of Monkey Island und Flucht von Monkey Island als „ordentliche Adventures“ gälten, die Fangemeinde aber enttäuscht hätten. In einer Umfrage ermittelte PC Games, dass der Grafikstil von The Curse of Monkey Island den Spielern mit Abstand am besten gefiel. Die der 3D-Teile und auch der neuere zweidimensionale Teil Return to Monkey Island fielen stark gegenüber den Vorgängern ab. Der sehr abstrakte Cartoon-Stil von Return to Monkey Island entfachte im Netz ein Shitstorm gegenüber den Designern in sozialen Medien.
Ein Animationsfilm auf Basis des Monkey-Island-Stoffs durch Regisseur Steven Spielberg war geplant, kam aber über das Stadium der Vorproduktion nicht hinaus. Monkey Island wurde 2014 von der freien Theatergruppe Kulturreederei Halle (Saale) als Trashkomödie dramatisiert und in einer weiteren Staffel im Herbst 2015 wiederaufgenommen. Die Produktion wurde mittels einer Crowdfunding-Kampagne realisiert.
Der sechste Teil wurde ebenfalls gut aufgenommen. Die GamePro lobte unter anderem die ungewohnte, aber stimmige Optik, den Soundtrack, die englischen Sprecher, die logischen Rätsel, sowie die Spieldauer. Kritisiert wurden allerdings, das Fehlen einer deutschen Synchronisation sowie dass es keine alternativen Lösungswege gibt und dass sinnlose Items im Inventar verbleiben.